# آندری آندریف (بازیگر)
آندری آندریف (به روسی: Андрей Андреев) بازیگری اهل روسیه و متولد ۱۸ اکتبر ۲۰۱۰ در مسکو است. وی بیشتر برای بازی در فیلم سینمایی پسر سرباز در نقش (سرگئی آلشکوف) شناخته می‌شود.

## از تولد تا دوران تحصیل
آندری آندریف در ۱۸ اکتبر ۲۰۱۰ در کشور روسیه و شهر مسکو به دنیا آمد. وی در خانواده ای نظامی بزرگ شد و استعداد و خلاقیت خود را در سن کم نشان داد؛ بنابراین والدینش تصمیم گرفتند او را به (تئاتر موزیکال کودک بازیگر جوان) ببرند. آندری به راحتی وارد گروه تئاتر شد و خیلی زود شروع به ایفای نقش اصلی در اجراها کرد! آندریف در مدرسهٔ موسیقی مرکزی کنسرواتور مسکو شرکت کرد.

## کوچک‌ترین سرباز!
این کلاس‌های تئاترهای کودکان بود که توانست آندری را برای بازیگری در فیلم پسر سرباز (در ایران با نام کوچک‌ترین سرباز شناخته می‌شود) به کارگردانی ویکتوریا فاناسیوتینا درآورد. در ابتدا از او خواسته شد که یک یا دو صفحه از فیلمنامه را یاد بگیرد، اما او نه تنها آن دو صفحه بلکه تمام فیلمنامه که تقریباً صد صفحه بود را یادگرفت! اما این نه تنها اعضای گروه فیلم را مجذوب خود کرد بلکه استعداد بسیار او در بازیگری را هم نمایان کرد. به دلایلی گروه فیلمسازی مجبور شدند فیلمبرداری را عقب بیاندازند، و از آنجایی که آنها برای نقش سرگئی آلشکوف به یک کودک نیاز داشتند، کارگردان فیلم (ویکتوریا فاناسیوتینا) از او به شوخی خواست که بزرگ نشود، اما او همین کار را کرد و با رژیم غذایی مناسب و… سعی کرد از رشد زیاد خود جلوگیری کند! و در یکسال خیلی کم رشد کرده بود!

## فیلم‌های دیگر
آندری آندریف بازیگری بسیار پر استعداد است و خود کارگردان فیلم پسر سرباز اعتراف کرده است که بهترین انتخاب را برای بازیگر این نقش کرده است. او اکنون ۱۴ سال دارد و ما منتظر هستیم تا دیگر آثار او را با لذت تماشا کنیم!
از دیگر آثار او می‌توان به: باتیا/ ژدون (فصل اول)/ ژدون (فصل دوم) و… اشاره کرد.